# Dynmarklöpare
Dynmarklöpare (Calathus mollis) är en skalbaggsart som först beskrevs av Thomas Marsham 1802.  Dynmarklöpare ingår i släktet Calathus, och familjen jordlöpare. Arten är reproducerande i Sverige.